# Mercedes Peón
Mercedes Peón (ur. 1967 w Oza dos Ríos) – galicyjska piosenkarka i instrumentalistka folkowa.

## Życiorys
Zainteresowanie muzyczne Mercedes Peón rozpoczęło się gdy miała 13 lat i po raz pierwszy usłyszała śpiew i grę na tamburynie kobiet z Costa da Morte. Od tego czasu zajęła się gromadzeniem pieśni, tańców i opowieści mieszkańców wiosek, by następnie opowiadać o nich podczas wykładów w szkołach, galicyjskiej telewizji oraz na uniwersytetach.
W 2000 roku nagrała swój pierwszy album, zatytułowany Isué. Jej elektroakustyczny styl zaczął się ujawniać na kolejnych albumach: Arjú (2004) i Sihá (2007). Skomponowała również muzykę do przedstawienia O Kiosco das almas perdidas (Sklepik z zagubionymi duszami) Galicyjskiego Centrum Choreograficznego, Concerto desconcerto (Oszałamiający koncert) grupy teatralnej Entremáns i Maruxy Salas Solo Dos (Tylko we dwoje). Współpracowała również z Margaritą Ledo Liste, tworząc muzykę do filmu dokumentalnego pronunciado Lister (wymawiać: Lister) i Cienfuegos 1913. W 2010 wydała kolejny album, Sós.
W listopadzie 2012 odbyła trasę koncertową z Kapelą ze Wsi Warszawa.

## Dyskografia
- Isué (2000)
- Ajrú (2003)
- Sihá (2007)
- Sós (2010)
- Deixaas (2018)